# Hecalapona narisa
Hecalapona narisa är en insektsart som beskrevs av Delong 1977. Hecalapona narisa ingår i släktet Hecalapona och familjen dvärgstritar. Inga underarter finns listade i Catalogue of Life.